# Pombal (Alfândega da Fé)

Pombal é uma povoação portuguesa do Município de Alfândega da Fé que foi sede da extinta Freguesia de Pombal, freguesia que tinha 8,41 km² de área e 123 habitantes (2011), e, portanto, uma densidade populacional de 14,6 hab/km².
A Freguesia de Pombal foi extinta (agregada) em 2013, no âmbito de uma reforma administrativa nacional, tendo sido agregada à freguesia de Vales, para formar uma nova freguesia denominada União das Freguesias de Pombal e Vales da qual é sede.

## População
| População da freguesia de Pombal (1864 – 2011) | População da freguesia de Pombal (1864 – 2011) | População da freguesia de Pombal (1864 – 2011) | População da freguesia de Pombal (1864 – 2011) | População da freguesia de Pombal (1864 – 2011) | População da freguesia de Pombal (1864 – 2011) | População da freguesia de Pombal (1864 – 2011) | População da freguesia de Pombal (1864 – 2011) | População da freguesia de Pombal (1864 – 2011) | População da freguesia de Pombal (1864 – 2011) | População da freguesia de Pombal (1864 – 2011) | População da freguesia de Pombal (1864 – 2011) | População da freguesia de Pombal (1864 – 2011) | População da freguesia de Pombal (1864 – 2011) | População da freguesia de Pombal (1864 – 2011) |
| ---------------------------------------------- | ---------------------------------------------- | ---------------------------------------------- | ---------------------------------------------- | ---------------------------------------------- | ---------------------------------------------- | ---------------------------------------------- | ---------------------------------------------- | ---------------------------------------------- | ---------------------------------------------- | ---------------------------------------------- | ---------------------------------------------- | ---------------------------------------------- | ---------------------------------------------- | ---------------------------------------------- |
| 1864                                           | 1878                                           | 1890                                           | 1900                                           | 1911                                           | 1920                                           | 1930                                           | 1940                                           | 1950                                           | 1960                                           | 1970                                           | 1981                                           | 1991                                           | 2001                                           | 2011                                           |
| 205                                            | 222                                            | 192                                            | 183                                            | 172                                            | 152                                            | 179                                            | 205                                            | 214                                            | 217                                            | 200                                            | 161                                            | 136                                            | 127                                            | 123                                            |